# Mihail Kogălniceanu (Tulcea)
Mihail Kogălniceanu es una comuna ubicada en el distrito de Tulcea, Rumania.

## Superficie
Posee una superficie de 140,2 kilómetros cuadrados.

## Demografía
Hasta 2021 la población era de 2736 habitantes, con una densidad de población de 19,52 habitantes por kilómetro cuadrado.